# 343 (tal)
343 är det naturliga talet som följer 342 och som följs av 344.

## Inom vetenskapen
- 343 Ostara, en asteroid.

## Inom matematiken
- 343 är ett udda tal
- 343 är ett sammansatt tal
- 343 är ett defekt tal
- 343 är ett palindromtal
- 343 är ett kubiktal
- 343 är ett oktodekagontal
- 343 är ett frugalt tal i bas 10
- 343 är ett Friedmantal, eftersom 343 = (3+4)3